# Нино Ошлак
Нино Ошлак (Словењ Градец, 19. август 1990) је словеначки поп певач.

## Дискографија

### Албуми
- Симфонија (2013)
- Под тушем (2016)
- Некај је на теби (2019)

### Синглови
- Ми амор (2009)
- Жал ми је (2010)
- Ти ин јаз (2012)
- Моја моја (2018)
- А си за то (2020)
- Мидва (2020)
- Лепа си (2021)
- Рабим те (2021)
- Ко си з мано (2021)
- Довољ романтике (2022)
- За оба (2022)
- То је то (2023)
- Мед нама (2023)[3][4]Фестивал Попевка, победничка песма